# Кіркояське озеро
Кіркоя́ське озеро (кримсько-тат. Qır Qoyaş gölü — «сонце») — пересихаюче солоне озеро на півдні Керченського півострова на території Ленінського району. Тип загальної мінералізації — солоне. Походження — континентальне. Група гідрологічного режиму — безстічне.

## Географія
Входить в Керченську групу озер. Довжина — 1,3 км. Ширина макс — 0,7 км, середовищ — 0,5 км. Площа водозбору — 10,9 км², середня глибина — 0,65 м, найбільша — 1,0 м . Довжина берегової лінії — 2,7 км. Найближчі населені пункти — село Борисівка, розташоване на північ від озера.
Кіркояське озеро розташоване далеко від узбережжя Чорного моря. За берегової лінії улоговина має мілини. Озеро пересихає в літній період.

## Рослинність
Озеро заростає водною рослинністю на опріснених ділянках. Тут інтенсивно розвиваються різні водорості, аж до цвітіння води.